# Cyphostemma villosiglandulosum
Cyphostemma villosiglandulosum är en vinväxtart som först beskrevs av Erich Werdermann, och fick sitt nu gällande namn av Descoings. Cyphostemma villosiglandulosum ingår i släktet Cyphostemma och familjen vinväxter. Inga underarter finns listade i Catalogue of Life.